# Comin' Your Way
Comin' Your Way è un album di Stanley Turrentine, pubblicato dalla Blue Note Records nel 1987.
Il disco era stato registrato ben 26 anni prima, precisamente il 20 gennaio del 1961 al "Van Gelder Studio" di Englewood Cliffs nel New Jersey (Stati Uniti).

## Tracce
Lato A
1. My Girl Is Just Enough Woman for Me – 6:43 (Dorothy Fields, Albert Hague)
2. Then I'll Be Tired of You – 6:05 (E.Y. "Yip" Harburg, Arthur Schwartz)
3. Fine L'il Laas – 6:10 (Leon Mitchell)

Lato B
1. Thomasville – 6:30 (Tommy Turrentine)
2. Someone to Watch Over Me – 7:20 (George Gershwin, Ira Gershwin)
3. Stolen Sweets – 6:05 (Wild Bill Davis)

CD del 1992, pubblicato dalla Blue Note Records
1. My Girl Is Just Enough Woman for Me – 6:43 (D. Fields, A. Hogue)
2. Then I'll Be Tired of You – 6:05 (E.Y. Harburg, A. Schwartz)
3. Fine L'il Lass – 6:10 (L. Mitchell)
4. Fine L'il Lass – 6:02 (L. Mitchell) – Alternate take, non presente LP originale
5. Thomasville – 6:30 (T. Turrentine)
6. Someone to Watch Over Me – 7:20 (G. Gershwin, I. Gershwin)
7. Stolen Sweets – 6:05 (W. B. Davis)
8. Just in Time – 6:30 (Styne, Comden, Green) – Non presente LP originale.

## Musicisti
- Stanley Turrentine - sassofono tenore
- Tommy Turrentine - tromba
- Horace Parlan - pianoforte
- George Tucker - contrabbasso
- Al Harewood - batteria